# Карин, Фёдор Яковлевич
Фёдор Яковлевич Карин (настоящее имя Ту́дрес (То́дрес) Я́нкелевич Крутя́нский; 1896, Суслены, Оргеевский уезд, Бессарабская губерния — 21 августа 1937, Москва) — советский разведчик-нелегал, корпусной комиссар (23.11.1935). Кодовые имена: «Александр Корецкий», «Александр Карин», «Джек». 
В 1937 году осуждён в «особом порядке» и расстрелян, посмертно реабилитирован ВКВС СССР.

## Биография
Родился в сентябре 1896 года, в многодетной еврейской ремесленной семье. Родители — Янкель Меерович и Каролина Матусовна Крутянские. Во время учёбы в кишинёвском реальном училище вступил в подпольный кружок РСДРП. С шестнадцати лет стал работать делопроизводителем в конторе адвоката (1912—1915).
С началом Первой мировой войны был мобилизован в армию. За революционную пропаганду отправлен в штрафную роту, откуда дезертировал, эмигрировал в Румынию, где продолжил революционную деятельность. В 1915 году после вступления Румынии в войну на стороне Антанты, был приговорён к тюремному заключению. В 1917 году, с победой Февральской революции в России, освободился из тюрьмы по амнистии для политических заключенных и возвратился домой, где в марте 1917 года был мобилизован и с маршевой ротой отправлен на Румынский фронт, летом того же года участвовал в боях на реке Серет; был избран членом полкового комитета. После демобилизации в 1918 году занимался агитационной работой в Бессарабии. В том же году вступил в РККА, служил командиром эскадрона конных разведчиков в 1-й бессарабской бригаде Красной гвардии. Был ранен в бою. Член РКП(б) с 1919 года.
В 1919 году — член чрезвычайной комиссии Украины по заготовкам, технический секретарь Бессарабского бюро при ЦК Компартии Украины. В том же году был назначен политическим комиссаром Всеукраинского уголовного розыска, членом коллегии Всеукраинской чрезвычайной комиссии (ВУЧК), сотрудником особого отдела 12-й армии. По решению руководства ВУЧК сменил имя и фамилию на Фёдор Яковлевич Карин. В августе того же года переводён на работу в Москву, в оперативную часть Особого отдела ВЧК, где работал под руководством А. Х. Артузова. С образованием в 1922 году ГПУ стал сотрудником Иностранного отдела (ИНО) (внешней разведки).
В 1922—1924 годах — разведчик-нелегал в Румынии, Австрии, Болгарии (под кодовым именем А. Корецкий). В 1924—1927 годах работал в Китае сначала заместителем, а затем резидентом «легальной» резидентуры ОГПУ в Харбине. За успешную работу в качестве резидента был награждён нагрудным знаком «Почётный чекист». Именно благодаря его деятельности харбинская резидентура стала главной «легальной» резидентурой внешней разведки в Китае.
В 1927—1928 годах работал в США (кодовое имя Джек). В 1928—1931 годах нелегальный резидент ОГПУ в Германии. В 1931—1933 годах нелегальный резидент ОГПУ во Франции. За успешную работу во Франции был награждён вторым нагрудным знаком «Почётный чекист». Владел румынским, английским и немецким языками.
По возвращении в Москву в сентябре 1933 года был назначен начальником 1-го отделения ИНО ОГПУ, занимавшегося ведением разведки в США и Европе. Ему было присвоено звание старшего майора госбезопасности. При назначении начальника ИНО А. Х. Артузова в мае 1934 года по совместительству замначальником Разведуправления Штаба РККА, Артузов в качестве условия оговорил право взять с собой туда ряд сотрудников ИНО ОГПУ, в числе которых оказался и Фёдор Карин (указываемый в числе одной из двух-трёх крупных фигур в данном ряду), впоследствии с 20 января 1935 года назначенный начальником 2-го (Восточного) отдела Разведупра РККА. Ему, наряду с Артузовым и бывшим начальником Разведупра Я. К. Берзиным, было присвоено звание корпусного комиссара. Там Карин непосредственно работал с разведгрупой «Рамзай» Рихарда Зорге.
11 января 1937 года Политбюро ЦК ВКП(б) по предложению наркома обороны Ворошилова приняло решение об освобождении Артузова, Штейнбрюка и Карина от работы в Разведывательном управлении РККА и направлении их в распоряжение НКВД.
Арестован 16 мая 1937 года.  20 августа 1937 г. в числе 38 человек подписан по 1-й категории (расстрел) в списке в «особом порядке»  («за» Сталин, Косиор, Молотов, Каганович, Ворошилов). Дело «об участии комкора Карина в шпионаже и  военно-фашистском заговоре в РККА» было рассмотрено 21 августа 1937 года в «особом порядке»  комиссией НКВД, Прокурора СССР и Председателя ВКВС СССР и оформлено осуждением к  высшей мере наказания  подписями В. Ульриха, Г. Рогинского и Л. Бельского. Расстрелян в тот же день вместе с фигурантами Сталинского списка из числа советских разведчиков и контрразведчиков (А. Х. Артузов, А. Х. Зарин, О. О. Штейнбрюк, М. С. Горб, Б. М. Гордон, В. А. Илинич, А. С. Бакони, С. И. Чацкий, М. Н. Бельский-Минц, Юнона Пшепелинская (Альберт-Таккэ) и др.). Место захоронения — могила невостребованных прахов № 1   крематория Донского кладбища.
5 мая 1956 года Военная коллегия Верховного суда СССР пересмотрела дело по обвинению Карина в измене Родине. Военная коллегия отменила решение Специальной комиссии от 21 августа 1937 года «за отсутствием состава преступления». Реабилитирован посмертно.
Награждён 2 знаками «Почётного работника ВЧК-ГПУ».

## Семья
- Жена — Сима Александровна Карина (1900, Одесса —?), переводчица, арестована 16 июня 1937 года как ЧСИР, осуждена на 8 лет ИТЛ. После 1956 года жила в Москве.
  - Дочь — Полина Фёдоровна Карина — была помещена в колонию для малолетних преступников, откуда позже была переведена в семью тёти[10]. Вышла замуж за сына С. Шпигельгласа Александра.
- Брат — Марк Яковлевич Крутянский-Ефимов (1902, Кишинёв — 1938, Хабаровск), кинооператор и разведчик-нелегал, оперуполномоченный 3-го отдела ГУГБ НКВД СССР[11], арестован 17 июня 1937 года в Москве, этапирован в Хабаровск и расстрелян 9 февраля 1938 года. Место захоронения — предположительно Хабаровское городское кладбище. Реабилитирован посмертно 3 сентября 1958 года.[12][13].
  - Племянник — писатель Игорь Маркович Ефимов[2][14].